# Lale
Lale (lit. Lioliai) – miasteczko na Litwie, położone w okręgu szawelskim i w rejonie kielmskim. Liczy 544 mieszkańców (2001).
Prywatne miasto szlacheckie lokowane w 1508 roku, położone było w Księstwie Żmudzkim.
Do parafii lalskiej należały m.in. Ławdyniszki.